# بنزرت
بنزرت (به عربی: بنزرت) , (به بربری: Benzert) , (به ایتالیایی: Biserta) شهری در استان بنزرت کشور تونس است که جمعیت آن در سرشماری سال ۲۰۰۴ میلادی ۱۱۴٫۳۷۱ نفر بوده‌است.